# Andréas Kopásis
Andréas Kopásis, en grec moderne : Ανδρέας Κοπάσης (1856 - 22 mars 1912), est prince de Sámos de 1908 à 1912.
Archéologue de profession, originaire de Crète et ayant été formé en Allemagne, il est nommé par les Ottomans en décembre 1907. Son mandat est largement considéré comme pro-turc et tyrannique. Il demande le renfort de troupes ottomanes en 1908, provoquant une révolte parmi les Samiens qui est brutalement réprimée. Les chefs de l'opposition pro-grecque, dont Themistoklís Sofoúlis, fuient l'île pour la Grèce. Kopásis est assassiné par un agent pro-Sofoúlis, le 22 mars 1912.